# Pneumomediastino

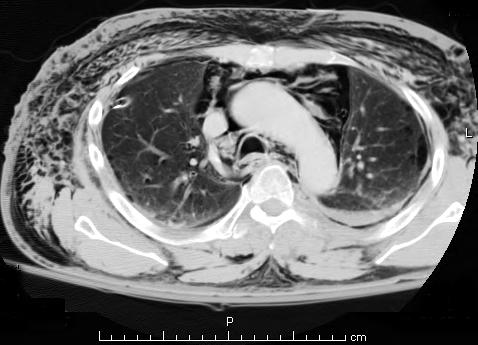
Pneumomediastino visto em uma tomografia. O ar é a área negra no centro da imagem.

Pneumomediastino (do grego pneuma ar) ou enfisema mediastinal é uma presença anormal de ar entre os pulmões (no mediastino). Descrito pela primeira vez em 1819 por René Laennec. A condição pode resultar de trauma físico ou outra lesão que cause que ruptura das vias respiratórias (como tráquea, laringe ou pulmões) ou da via digestiva (como esôfago e estômago) para a cavidade torácica.

## Sinais e sintomas
O principal sintoma é geralmente uma dor torácica centralizada e intensa. Outros possíveis sintomas incluem respiração difícil, superficial e acelerada, distorção da voz e enfisema subcutâneo na face, o pescoço, ombros ou tórax.

## Causas
É mais comumente causado por:
- Trauma torácico;

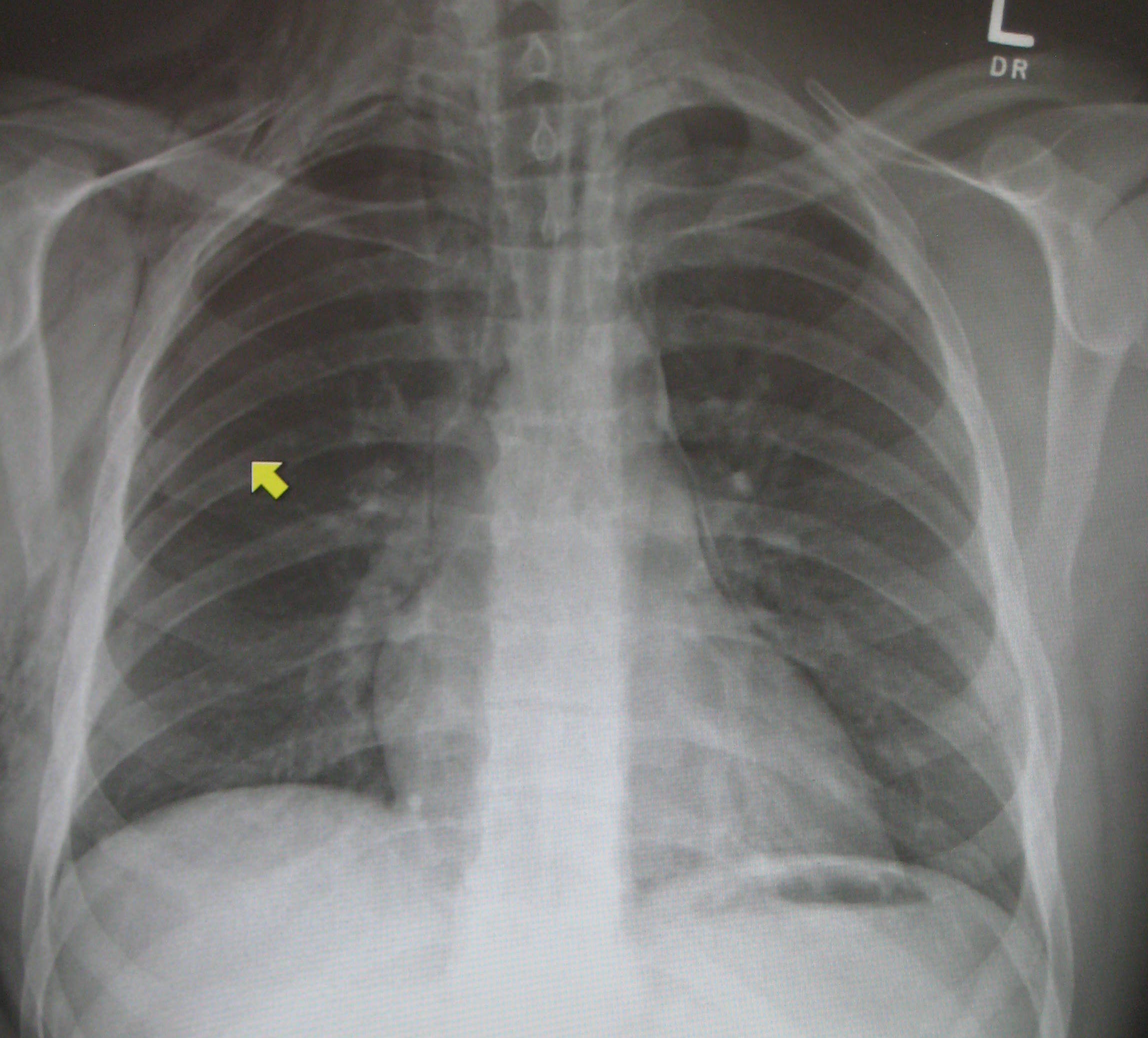
Pneumomediastino associado com fractura de costela por acidente de bicicleta.

- Iatrogênica durante cirurgia torácica;
- Ruptura esofágica, por exemplo na síndrome de Boerhaave;
- Asma ou DPOC outras condições que levam à ruptura alveolar;
- Ruptura do estômago ou intestino, com pneumoperitôneo associado;
- Pneumonia atípica por Mycoplasma pneumoniae

Fatores de risco incluem: politraumatismo, mudança brusca de pressão ambiental (barotrauma), alcoolismo, síndrome de Marfan, obesidade e anorexia.

## Tratamento
Os tecidos do mediastino reabsorvem lentamente o ar na cavidade, de modo que os pneumomediastinos pequenos são tratados conservadoramente (sem cirurgia). Respirar oxigênio de alto fluxo aumentará a absorção do ar. Se o ar estiver sob pressão e comprimindo o coração, uma agulha pode ser inserida na cavidade, liberando o ar. Um tubo pode ser colocado para manter a saída de ar aberta e um recipiente de soro vazio comprimido pode ser usado para fazer pressão negativa e sugar o ar. Cirurgia pode ser necessária para reparar a lesão na traqueia, esôfago, estômago ou intestino.
Se houver colapso pulmonar (atelectasia), é importante que o indivíduo afetado fique do lado do colapso, porque embora doloroso permite a insuflação completa do pulmão saudável.